# Behistunski natpisi
Behistunski natpisi (također poznati kao i Bisitun ili Bisutun, perz. بیستون, staroperz. Bagastana: „Božje mjesto ili zemlja“) su starovjekovni višejezični zapisi koji se nalaze na planini Behistun u Kermanšaškoj pokrajini pokraj grada Kermanšaha u zapadnom Iranu. Datiraju iz 6. stoljeća pr. Kr., odnosno iz doba vladavine Darija I. Velikog, vladara Perzijskog Carstva.
Natpisi uključuju tekstove pisane na klinastom pismu na tri jezika; perzijskom, elamskom i babilonskom. Britanski vojni časnik Henry Rawlinson je kopirao natpise u dva dijela, 1835. i 1843. godine. Rawlinson je uspio prevesti klinasto pismo na perzijskom jeziku 1838., dok su elamske i babilonske tekstove 1843. preveli Rawlinson i njegovi suradnici. Babilonski zapisi su kasniji oblik akadskog jezika, dok oba spadaju u semitske jezike. U doba otkrića, Behistunski zapisi su za klinasto pismo imali jednaki značaj kao i Kamen iz Rosette za egipatske hijeroglife; radilo se o dokumentu pomoću kojeg je bilo moguće dešifrirati drevno i zaboravljeno pismo.
Behistunski natpisi su otprilike 15 m visine i 25 m širine, a uklesani su u vapnenačku liticu koja se nalazila uz antičku cestu koja je spajala glavne gradove Babilonije i Medije (Babilon i Ekbatanu). Radi se o jako nepristupačnom mjestu budući kako su drevni graditelji izravnali litici nakon završetka klesanja natpisa. Perzijski tekst sastoji se od 414 redaka posloženih u pet stupaca; elamski od 593 redaka u osam stupaca, dok se babilonski sastoji od 112 redaka.
Ove natpise je dao urezati perzijski vladar Darije I. Veliki, čija je figura također uklesana iznad natpisa. Reljef ga prikazuje naoružanog lukom, te s lijevom nogom nad grudima osobe koja leži, za koju se pretpostavlja kako se radi o uzurpatoru Gaumati kojeg je Darije svrgnuo s perzijskog trona. Darije se na reljefu prikazuje kako pristiže s lijeva u pratnji dvaju dvoranina, dok deset figura (visine 1 m) pristižu s desna i drže ruku na ramenu onog ispred, što simbolizira jedinstvo pokorenih naroda. Zoroastrijski simbol faravahar lebdi iznad ljudskih figura, a simbolizira blagoslov božanstva Ahura Mazde. Pretpostavlja se kako je jedna ljudska figura dodana na reljef nakon svršetka klesanja, a nalazi se na odvojenom kamenom bloku pričvršćenom na postojeću strukturu pomoću željeznih klinova i olova.

## Poveznice
- Ahemenidsko Perzijsko Carstvo
- Ahemenidska dinastija
- Darije I. Veliki
- Perzepolis
- Nakš-e Rustam
- Kamen iz Rosette

## Vanjske poveznice
- Behistunski natpisi (Livius.org), autor: Jona Lendering, sadržaj: perzijski tekst (klinasto pismo i prijevod) + dodaci  Arhivirana inačica izvorne stranice od 10. svibnja 2007. (Wayback Machine)
- Engleski prijevod natpisa
- Potpuni prijevod Behistunskih natpisa (Case Western Reserve University Digital Library), PDF format[neaktivna poveznica]
- UNESCO-ov opis arheološkog nalazišta
- „Behistun dobio certifikat Svjetske baštine“ (Bisotun receives its World Heritage certificate), ChnPress.com, Cultural Heritage News Agency, Teheran, 3. srpnja 2008.
- Ostala nalazišta u Behistunu (Livius.org)  Arhivirana inačica izvorne stranice od 19. srpnja 2013. (Wayback Machine)